# Tre bambini sotto l'albero
Tre bambini sotto l'albero (The Three Gifts) è un film per la televisione del 2009 diretto da David S. Cass Sr. ed interpretato da Dean Cain, Jean Louisa Kelly, Mimi Kennedy, Spencir Bridges, Marsha Clark

## Trama
Mike, Henry e Ray sono tre orfanelli che bramano per essere adottati da una famiglia. Hanno quasi compiuto 10 anni e il tempo non è più molto. Una giovane coppia decide di aiutarli e le loro vite inevitabilmente cambieranno.